# Uniross
Uniross er en fransk producent af batterier, opladere og lyskilder. Virksomheden blev oprindeligt etableret i 1968 i Bristol, England, men i 2001 flyttede de hovedkvarteret til Paris.